# Miloslav Ludvík
Miloslav Ludvík (* 5. září 1963 Praha) je český manažer a politik, od prosince 2016 do prosince 2017 ministr zdravotnictví ČR v Sobotkově vládě, v letech 2000 až 2016 a 2017 až 2025 ředitel Fakultní nemocnice v Motole, mezi roky 2002 až 2017 zastupitel hlavního města Prahy, v letech 2014 až 2018 zastupitel a v období 2014 až 2016 radní Městské části Praha 13, bývalý člen České strany sociálně demokratické (1990–2022). Od komunálních voleb v roce 2014 do počátku roku 2017 byl předsedou finančního výboru hlavního města Prahy.

## Život
Narodil se v Praze, kde strávil celý život. Jeho matka byla účetní, otec pracoval jako technik. Jeden z jeho dědečků byl prvorepublikový advokát, druhý pak prvorepublikový četník, který se za první světové války účastnil bojů na italské Piavě a později sloužil na Slovensku.
Po absolvování matematického Gymnázia Wilhelma Piecka s rozšířenou výukou jazyků vystudoval v letech 1983 až 1987 obor ekonomika zahraničního obchodu na Fakultě obchodní Vysoké školy ekonomické v Praze (získal titul Ing.). Jeho diplomová práce se jmenovala Rada pro spolupráci zemí Zálivu, prolínání vojenské a ekonomické spolupráce.
Vzdělání si pak rozšířil v letech 1989 až 1995 studiem při zaměstnání na Právnické fakultě Univerzity Karlovy v Praze (získal titul Mgr.), kam se hlásil celkem třikrát, přičemž úspěšný byl až napotřetí. Před studiem na Právnické fakultě UK ještě absolvoval rok základní vojenské služby na Šumavě u protichemické jednotky.
Na stejné fakultě úspěšně obhájil v roce 2002 rigorózní práci (získal titul JUDr.). V letech 2001 až 2003 pak navštěvoval Prague International Business School, kterou zakončil ziskem titulu MBA.
Začínal pracovat na absolventské pozici v podniku SPOFA (1987 až 1988). Další dva roky (1989 až 1991) působil v Chemapol Group, z toho po roce 1990 jako zástupce vedoucího obchodního referátu. Chemapol Group se jako jediná firma v České republice zabývala dovozem a vývozem léků. V listopadu 1989 byl Miloslav Ludvík v Chemapol Group jedním z mluvčích Občanského fóra.
V letech 1991 až 1994 byl zaměstnaný ve společnosti Wellcome East Europe Ltd., z toho po roce 1992 jako obchodně-ekonomický ředitel. Miloslav Ludvík měl tehdy spolu s dalšími třemi lidmi za úkol v tehdejším Československu založit pobočku kdysi slavné britské farmaceutické firmy, nyní součásti nadnárodní korporace GlaxoSmithKline.
Později přešel do kanadské firmy Apotex (ČR) s.r.o., kde byl v letech 1994 až 1998 generálním ředitelem a v posledním roce i jednatelem. Mezi lety 1998 a 1999 byl výkonným ředitelem ČS Factoring a.s., což byl společný podnik České spořitelny a Všeobecné úvěrové banky Slovenska.
Dne 2. května 2000 jej ministr zdravotnictví ČR Bohumil Fišer jmenoval ředitelem pražské Fakultní nemocnice v Motole. V čele této nemocnice stál až do konce listopadu 2016, kdy se stal ministrem zdravotnictví. Pod jeho vedením se obrat nemocnice zvedl z 2 miliard korun na 8 miliard korun v roce 2016. FN Motol se také dostala z červených do černých čísel a s výjimkou jednoho roku (2003) se v nich drží.
V této funkci na sebe upoutal pozornost, když na začátku února 2011 propustil tiskovou mluvčí nemocnice Evu Jurinovou s tím, že proti němu vedla prolhanou kampaň. Toho se měla dopustit tím, že novinářům sdělila, že ředitel nemocnice zklamal, když odjel na safari v Africe při vyhrocené situaci v českém zdravotnictví (známé jako akce Děkujeme, odcházíme). Ve stejnou dobu se na webu objevilo i video, v němž Ludvík podřízené nabádá k lepší péči o protekční pacienty (tzv. „kulichové“) a mluví o zmanipulovaných výběrových řízeních. Jednalo se však o sestříhané video, čímž podle Ludvíka došlo k neuvěřitelnému zmanipulování.
Vzhledem k zisku mandátu zastupitele hlavního města Prahy působil či působí ve statutárních orgánech řady společností; např.: člen dozorčí rady Pražské energetiky Holding a.s. (2003 až 2007 a od 2011); člen představenstva Trade Centre Praha a.s. (2003 až 2007); člen dozorčí rady Pražské vodohospodářské společnosti a.s. (2003 až 2007); člen dozorčí rady Kongresového centra Praha, a.s. (2004 až 2005); člen dozorčí rady Kolektorů Praha, a.s. (2007 až 2011). V roce 2011 byl také předsedou dozorčí rady Dopravního podniku hl. m. Prahy – rezignoval v listopadu, po listopadové změně koalice na pražské radnici a v úterý 28. února 2012 jej pražští radní odvolali.
Angažuje se také jako člen správní rady obecně prospěšné společnosti Pelléova vila (od roku 2009).

### Obvinění z korupce
Dne 24. února 2025 byl zadržen a obviněn policií v případu korupce ve Fakultní nemocnici Motol, ještě téhož dne Ludvíka ministr zdravotnictví Vlastimil Válek odvolal z funkce ředitele nemocnice. V souvislosti s tímto případem byl zatčen i Ludvíkův náměstek Pavel Budinský a jejich komplic Miroslav Jansta, podílející se na praní špinavých peněz v Africe. Ve funkci ředitele nemocnice jej v dubnu 2025 nahradil Petr Polouček. Ludvík poté neúspěšně během jara žádal o propuštění z vazby, což soud v červnu zamítl s ohledem na možné riziko Ludvíkova útěku.

## Politické působení
Od roku 1990 do roku 2022 byl členem České strany sociálně demokratické, v níž působil i jako člen Ústředního výkonného výboru ČSSD.
Do politiky se pokoušel vstoupit, když v komunálních volbách v roce 1994 kandidoval za ČSSD do Zastupitelstva hlavního města Prahy, ale neuspěl. Dostal se do něj až v komunálních volbách v roce 2002. Mandát zastupitele města pak obhájil jak v komunálních volbách v roce 2006, tak v roce 2010. V pražském zastupitelstvu působil ve Výboru pro dopravu; ve Výboru pro zdravotnictví, sociální a bytovou politiku a ve Výboru pro výchovu a vzdělávání. Je také členem Komise Rady hl. města Prahy pro čestné občanství hl. města Prahy a ceny hl. města Prahy.
V červnu 2014 se stal lídrem kandidátky ČSSD pro komunální volby v roce 2014 do Zastupitelstva hlavního města Prahy a byl tak kandidátem ČSSD na post pražského primátora. V říjnových volbách byl následně už po čtvrté zvolen zastupitelem hlavního města Prahy a poprvé i zastupitelem Městské části Praha 13 (v případě městské části, kde ČSSD získala 4 mandáty, se díky preferenčním hlasům posunul ze 13. místa na 3. místo). Na ustavujícím zasedání zastupitelstva Prahy 13 byl dne 12. listopadu 2014 zvolen radním Prahy 13.
Po z hlediska ČSSD neúspěšných krajských a senátních volbách v roce 2016 oznámil dne 11. listopadu 2016 premiér Bohuslav Sobotka, že nahradí na postu ministra zdravotnictví ČR Svatopluka Němečka. Prezident Miloš Zeman jej do funkce jmenoval 30. listopadu 2016, a to s účinností od následujícího dne. V lednu 2017 vzhledem ke svému jmenování ministrem rezignoval na post zastupitele hlavního města Prahy a na post předsedy finančního výboru zastupitelstva.
Ve funkci ministra zdravotnictví ČR setrval do 13. prosince 2017, kdy byl novým ministrem jmenován Adam Vojtěch. Následující den se vrátil do funkce ředitele Fakultní nemocnice v Motole. V komunálních volbách v roce 2018 již do Zastupitelstva hlavního města Prahy ani městské části Praha 13 nekandidoval.
Ve volbách do Senátu PČR v roce 2020 kandidoval za koalici ČSSD a ANO v obvodu č. 21 – Praha 5. V případě zvolení vyjádřil svůj záměr neopustit svoji funkci ředitele FN Motol a věnovat práci senátora dva až tři dny v měsíci. Několik dní před volbami poukázal Deník N na to, že Ludvík i jako ministr zdravotnictví vlastnil akcie neprůhledné kyperské společnosti Stomarli, přes kterou proudily částky v hodnotách miliard korun. Analytici v souvislosti s tímto zjištěním upozornili, že podobné společnosti představují korupční riziko a veřejní funkcionáři skrze ně mohou skrývat finanční prostředky. Se ziskem 13,49 % hlasů skončil na 3. místě a do druhého kola nepostoupil.
Ve sněmovních volbách v roce 2021 kandidoval na 4. místě kandidátní listiny ČSSD v Praze. Získal 3 198 preferenčních hlasů, ale mandát nezískal, protože strana se do Poslanecké sněmovny vůbec nedostala.
V květnu 2022 oznámil na svém twitterovém účtu, že odchází z ČSSD, a to kvůli připravované koalici ČSSD a Zelených pro komunální volby v roce 2022 do Zastupitelstva hlavního města Prahy.

## Osobní život
Miloslav Ludvík je ženatý a má tři dcery.

### Karolína Ludvíková
Jednou z dcer Miloslava Ludvíka je Karolína Ludvíková, která se jako modelka zúčastnila několika soutěží, byla semifinalistkou České Miss 2012, finalistkou Miss Brno Open 2012 a Miss Motosport 2012. Následně studovala na Fakultě sociálních věd Univerzity Karlovy a v roce 2020 otci pomáhala v kampani za koalici ČSSD a ANO při volbách do Senátu ČR.